# Lucas Kohl
Lucas Kohl (Santa Cruz do Sul, 4 mei 1998) is een Braziliaans autocoureur.

## Carrière
Kohl begon zijn autosportcarrière in het karting op elfjarige leeftijd. In 2014 maakte hij de overstap naar het formuleracing, waarin hij deelnam aan de Fórmula Junior Brazil. Met zeven overwinningen uit zestien races werd hij kampioen in deze klasse. Aan het eind van dat jaar reed hij in het Zuid-Amerikaanse Formule 4-kampioenschap tijdens het voorlaatste raceweekend op het Autódromo Internacional de Tarumã, waarin hij tweemaal vijfde en een keer zevende werd.
In 2015 keerde Kohl terug naar de karts, maar in 2016 ging hij naar de Verenigde Staten om te rijden in de U.S. F2000. Hij kwam hierin uit voor het team John Cummiskey Racing. Met een zesde plaats op de Indianapolis Motor Speedway als beste resultaat eindigde hij het seizoen op de twaalfde plaats in het klassement met 136 punten.
In 2017 bleef Kohl actief in de U.S. F2000, maar stapte hij over naar het team Pabst Racing Services. Hij maakte een verbetering mee en behaalde op Road America zijn eerste podiumplaats. Het bleek zijn enige top 3-finish in het seizoen, hoewel hij later dat jaar nog tweemaal in de top 5 finishte. Met 160 punten verbeterde hij zichzelf naar de zevende plaats in de eindstand.
In 2018 reed Kohl een derde seizoen in de U.S. F2000 en bleef hij bij Pabst Racing Services rijden. In een seizoen gedomineerd door Kyle Kirkwood, die slechts twee races niet won, behaalde Kohl vier podiumplaatsen op het Stratencircuit Saint Petersburg, Road America en de Mid-Ohio Sports Car Course. Met 215 punten werd hij achter Kirkwood en Rasmus Lindh derde in het kampioenschap.
In 2019 slaat Kohl het Indy Pro 2000 Championship, de gewoonlijke volgende stap in de carrière van een coureur, over en stapt hij direct over naar de Indy Lights, waarin hij uitkomt voor het team Belardi Auto Racing.